# Grób małego dziecka śpiącego na poduszce
Grób  małego dziecka śpiącego na poduszce – grób na Starym Cmentarzu w Łodzi.
Znajduje się między dziecięcymi pomnikami na tyłach kaplicy Scheiblera. Przysypany ziemią i obrośnięty bluszczem, został odkryty w 2006 przy porządkowaniu cmentarza. Grób pochodzi z 1909, został wykonany z trawertynu. Spoczywa w nim 4-letni Gustaw Pietlich.